# Milton (Disney)
Pour les articles homonymes, voir Milton.
Milton  est un chat de fiction qui fait partie de l'univers de Mickey Mouse. Il apparaît en 1950 dans Pluto N'aime Pas les Chats comme un antagoniste de Pluto mais vit ensuite avec lui.
C'est un chat persan bicolore roux (patte, tête et queue) et crème (abdomen) avec une houppette sur la tête.

## Filmographie
- Pluto N'aime Pas les Chats (Puss Cafe) (1950)
- Le Chat, le Chien et la Dinde (1951)
- Plutopia (1951)